# 9414 Masamimurakami
A 9414 Masamimurakami (ideiglenes jelöléssel (9414) 1995 UV4) a Naprendszer kisbolygóövében található aszteroida. Kobajasi Takao fedezte fel 1995. október 25-én.